# Antigona (Smole)
Antigona je drama slovenskega dramatika Dominika Smoleta, ki je nastala leta 1960.

## Primerjava med Smoletovo in SofoklejevoAntigono
V Antigoni je Smole obdelal isto snov kot že starogrški dramatik Sofokles, le da jo je Smole videl po svoje in oblikoval v moderno filozofsko, poetično dramo, ki jo sestavlja okoli 2500 svobodnih verzov. Tolikšno ponavljanje te mitske zgodbe priča, da je bistveni problem Ojdipove hčere prisoten v vseh dobah: gre za spopad med nenapisanim (božjim) zakonom in osebnim etičnim čutom na eni strani (Antigona) ter državnimi oziroma vladarskimi zakoni na drugi strani (Kreon).
Posebnost Smoletove drame je, da se Antigona sploh ne pojavi na sceni, kljub temu pa je središče, saj vsi govorijo o njej in mrtvem Polinejku. Sprva predstavlja Antigonino idejo v drami njena sestra Ismena (pri Smoletu glavna ženska oseba), vendar se ta pozneje podredi politiki strica, kralja Kreona oziroma na kompromisih temelječi vsakdanji življenjski praksi. Antigona ob svoji osebni neprisotnosti toliko lažje predstavlja »čisto« idejo iskanja in upora ter čvrsto etično držo. Je tudi nosilka znanega stavka iz Sartrove drame Za zaprtimi vrati: »Človek je to, kar je v življenju počel.« Drama se konča z Antigonino smrtjo in s spoznanjem, da bo njeno misel nadaljeval Paž, ki je zavrgel udobni svet, za katerega so se npr. odločili »skesana« Ismena in drugi; izbral si je pot iskanja in tveganja.

## Vsebina

### Prvo dejanje
Uvod Smoletove Antigone spominja na Sofoklejevo tragedijo, saj se dogajanje začne s koncem tebanske vojne, pred Kreontovo palačo v Tebah, v poznih večernih urah. Prihod noči tako simbolično nakazuje na ugašanje upanja. Prva se na odru pojavi Ismena, ki se veseli, da bosta v državi zavladala mir in blagostanje, novica o novem kralju je zato ne vznemiri preveč. Kreon, ki se kraljevih dolžnosti še ni navadil, je prepričan, da mu kot kralju morajo vsi ugoditi. Zato je nejevoljen, ker med družinskimi člani ne opazi nečakinje Antigone, a se nima časa ukvarjati z njo, saj ga čakajo že prve uradne dolžnosti. Ljudstvo namreč terja kazen za izdajalca Polinejka, za Eteokla pa časten grob, tako kralj  prepove pokop Polinejkovega trupla. Ismena pa se temu upre in na svojo stran poskusi pridobi tudi Antigono.
Ko Stražnik kralju sporoči novico o kršitvi ukaza, se Kreon – razdvojen med vladarskim dolžnostim in svojo človeško naravo – odloči za vladarsko plat. Da bi prikril Ismenino in Antigonino dejanje, pa Pažu ukaže, naj Stražnika ubije, da se novica o njuni neposlušnosti ne bi razširila. Prvo dejanje se zaključi s tem, da Kreon nečakinjama dovoli pokop brata, če ga le bosta iskali v temi.

### Drugo dejanje
Drugo dejanje se začne s spevom zbora o tebanskem miru in blaginji, nasprotje temu pa je početje Ismene in Antigone, ki od zore do mraka iščeta bratovo truplo. Haimon, Antigonin zaročenec, in Teiresias njunega početja ne razumeta. Novica, da sestri iščeta brata na očeh vseh ljudi, vznemiri tudi Kreona, saj s tem kršita njegov ukaz.
Antigonina vera, da ravna pravilno, je tako trdna, da je ne morejo zlomiti niti hudi telesni napori. Ismena pa počasi omaguje. 
Ko Kreon pod vplivom alegoričnih sanj prekliče dovoljenje za skrivni pokop Polinejka in Ismeni prizna Stražnikov umor, se le-ta v strahu pred posledicami, ki jih nosi kršitev ukaza, ukloni Kreontovi volji. Tako Smole Ismeno spremeni v Antigonino nasprotnico, Ismena pa je tudi prva, ki Antigono proglasi za blazno.

### Tretje dejanje
Antigona še naprej vztrajno išče bratovo truplo, pri iskanju pa se ji pridruži tudi Paž. Vse to vznemirja dvor in ljudstvo, ki zahteva, da Antigona preneha z iskanjem, saj se vsi bojijo, da bi vendarle našla Polinejka. Tako Kreon veli, naj o obstoju ali neobstoju odloči delfsko preročišče, a ker je to na strani oblasti, Polinejkov obstoj zanika. Tako si vsi oddahnejo, dokler Paž ne oznani, da je Antigona našla brata. Antigono tako čaka smrt, kljub temu pa se drama zaključi optimistično, saj bo Antigonino misel nadaljeval Paž. O tem pričajo tudi besede, ki jih izgovori Teiresias: »Držite paža! On je še živ! Lovite ga, paž je še zmeraj živ!«

## Notranja in zunanja zgradba drame
Dogajalni prostor drame so Tebe našega časa, kjer začetek drame sovpada s prihodom noči. Dramske osebe pa pripovedujejo še o enem dogajalnem prostoru, in sicer tistemu, ki se nahaja izven mestnega obzidja. Gre za prostor Antigoninega in (na začetku) tudi Ismeninega iskanja, ki je nekakšna pustinja, a simbolično predstavlja tudi prostor človekove svobode.
Zunanjo zgradbo drame bi lahko razdelili na tri dejanja, ki se začnejo z nastopom zbora, čeprav jih Smole ni posebej označil. Začetek prvega dejanja, kjer se predstavijo dramske osebe, predstavlja ekspozicijo, sprožilni moment pa označuje Ismenina in Antigonina odločitev, da pokopljeta brata. Od tega trenutka dalje se dogajanje stopnjuje in zapleta.
Prvi vrh drame je Kreontova odločitev, da sestrama dovoljuje pokop. Zaplet pa se stopnjuje, ko sestri začneta iskati brata tudi podnevi. Spor med Ismeno in Kreontom predstavlja idejni vrh drame, dogajalni vrh drame pa pripoved doseže, ko Antigono proglasijo za noro. Sledi razplet, ko Kreon obsodi Antigono na smrt, a obstoj Paža že nakazuje na rojstvo novega konflikta.

## Interpretacija
Sprožilni moment dramskega spopada v Antigoni predstavlja prepoved pokopa Polinejka, a tu ne gre več za upor posameznika proti oblasti (kot je značilno za Sofoklejevo tragedijo), temveč se spor prenese v Antigonino notranjost kot boj med človekovim razumom in njegovo vestjo. Razum Antigoni narekuje, naj se pokopu odpove, saj jo v tem primeru čaka smrtna kazen, medtem pa njena vest terja, da svoje prepričanje o upravičenosti dejanja izpolni in na ta način uresniči samo sebe. Z miselnostjo, da se človek uresniči šele z dejanjem, pa se Smole približa miselnosti francoskega eksistencializma.
Smole je na ta način antični motiv aktualiziral in mu dal nadčasovni pomen. Antigonino iskanje Polinejka je vodilni motiv drame, ki pravzaprav predstavlja iskanje lastnega jaza, svojega bistva oziroma notranjega smisla življenja. V Antigoni je tako Smole silovito izostril etično komponento in čeprav je drama mitično nadčasovna, se ukvarja tudi s kritiko oblasti. Na smrt sprta brata Eteokles in Polinejk predstavljata ideološko razdeljenost Slovencev med 2. svetovno vojno. Antigonino vztrajanje, da je potrebno pokopati ne le zmagovalca, pa nakazuje na resnico o povojnih pobojih, ki jih je tedaj zagrešila komunistična oblast.
Smoletovo dramo pa lahko razširimo tudi izven političnih okvirov, ki so vladali na Slovenskem. Razumemo jo lahko splošneje, kot kritiko vsakršnega totalitarnega sistema, ki posamezniku odreka svobodo mišljenja in ga ideološko omejuje ali ga kot motečega člena za zmeraj utiša. In ravno na tej točki postane jasno, zakaj se iskanju Polinejka odreče Ismena, saj se kot posameznik zaveda, da v totalitarnem sistemu ne more ostati Antigonina zaveznica in hkrati Kreontova privrženka. Ismena se zato odloči, da bo živela po pravilih, ki jih narekuje sistem.
Smoletovo dramo so tako ob njenem nastanku največkrat povezovali z NOB-jem, bojem za oblast in pobitimi domobranci, kasneje pa je v ospredje prišla tudi druga, univerzalnejša ideja, ki jo nosi Antigona. S tem sporočilom Smoletovo delo ohranja svojo nadčasovnost, saj nosi zamisel o tem, da resnice ni mogoče uničiti, jo zbrisati in zamolčati, saj bo na svetu vedno obstajal nekdo, ki bo pripravljen tvegati vse, tudi svoje življenje, da bo prava resnica prišla na dan.

## Uprizoritve
Antigona je bila na slovenskih odrih uprizorjena že velikokrat:
- 1960 Oder 57, Ljubljana (režija Franci Križaj),

Drama SNG Maribor (režija Miran Herzog),
Drama SNG Ljubljana (režija Slavko Jan),
- 1971 Stalno slovensko gledališče v Trstu (režija Mile Korun),
- 1983 Mestno gledališče ljubljansko (režija Franci Križaj),
- 1987 Drama SNG Ljubljana (režija Meta Hočevar),
- 1988 Prešernovo gledališče Kranj (režija Matjaž Zupančič),
- 2010 Drama SNG Maribor (režija Jaka Andrej Vojevec),
- 2023 Drama SNG Ljubljana (režija Janez Pipan).

O Smoletovi Antigoni pa režiser Jaka Andrej Vojevec razmišlja: "Ob natančnejšem prebiranju me je presenetila aktualnost Smoletovega besedila tudi petdeset let po nastanku. Kako se dileme in vprašanja, ki jih razpira, prilegajo današnjemu trenutku in položaju. In bolj ko sem tuhtal in tehtal, bolj pereče se mi je zdelo vprašanje Antigonine odsotnosti. Ali v današnjem svetu sploh še lahko obstaja čista in neomadeževana misel?"